# ドロロンえん魔くん
『ドロロンえん魔くん』（ドロロンえんまくん）は、永井豪とダイナミックプロによる日本の漫画作品。
本項では、これを原典として製作された複数のスピンアウト漫画作品および他メディアでの作品についても解説する。

## 概要
『週刊少年サンデー』にて、1973年（昭和48年）9月30日号より1974年（昭和49年）3月31日号まで連載。並行して1973年10月4日から1974年3月28日までフジテレビ系列で毎週木曜日19時00分から19時30分に東映動画製作のテレビアニメ版全25話が放送された。合わせて永井豪本人が描く『小学三年生』をはじめ小学館の学年別学習雑誌各誌、『よいこ』、『小学館BOOK』、『小学館の幼稚園』など10誌に石川賢、小山田つとむ、はまだよしみ、真樹村正らによるコミカライズが連載された。
同じジャンルの『ゲゲゲの鬼太郎』などとは毛色の違うユニークな創作妖怪も多数登場したが、中でもギャグ色の強い「電気あんま」「でたよう」のようなおちゃらけ系妖怪以外にも『デビルマン』を彷彿とさせる異形の敵も登場し、強敵としてたびたび妖怪パトロールを苦しめる展開もあった。また、最初「史上最強の妖怪」と謳われながらも結局ほとんど一瞬で退治されてしまった「ヘタレ妖怪」とも言える「妖怪怒黒」は、テレビアニメ版ではその鬱憤を晴らすかのごとくの活躍を見せている。
1978年には、『マンガ少年』9月号に『炎魔地獄』と題した、主人公らが大人になったという設定の読み切りが掲載される。その設定を流用し、『バイオレンスジャック第二十部「炎の魔人編」』では大人になった魔族の殺し屋という設定で再登場。悪役としてキャラクターデザインも凶悪な感じに一新されている。
また、2000年には『どろろん艶靡ちゃん』という、本作品を作者自らがパロディ化した作品が『月刊ヤングマン』に連載された。
2006年夏より、本作を題材としたOVA『鬼公子炎魔』がリリースされている。『炎魔地獄』とバイオレンスジャック「炎の魔人編」から設定を流用。とくにデザインはバイオレンスジャック「炎の魔人編」の物に近い形となっている。
2010年7月には、『ビジネスジャンプ』にてせがわまさきが「炎魔VS（バーサス）〜ドロロンえん魔くん外伝〜」を読み切りで掲載。同作品にはキューティーハニーが登場し、えん魔くんと遭遇するという永井豪作品のコラボが実現している。ここでも、えん魔くんや雪子姫は大人となっている設定であり、ややエロティシズム傾向の内容でありながら、「ドロロンえんま君」へのリスペクトを感じさせる作品となっている。
2010年新アニメシリーズ『Dororonえん魔くん メ〜ラめら』の企画が『勇者王ガオガイガー』のスタッフの手で進行し、2011年4月から6月まで放送された。それに合わせて『ヤングエース』にて2010年11月号から2011年4月号まで「シュルルン雪子姫ちゃん feat.ドロロンえん魔くん」が連載された。
以下、各アニメ作品については以下のように記載
- 「アニメ版」 - 東映動画制作による最初のアニメ
- 「OVA版」 - 『鬼公子炎魔』
- 「Dororon」 - 『Dororonえん魔くん メ〜ラめら』

## あらすじ
地獄界の権力をにぎる閻魔大王の甥にあたるえん魔くんは、人間界で人間を妖怪から守るよう命ぜられ、日本へと向かう。そこで知り合った少年のツトムくんの周りで起きる奇っ怪な事件を、仲間たちと共に解決していく。漫画版では全編がギャグで構成されているため、あまり深刻な話はないが、アニメ版では義理人情に訴える涙話があったり、強敵と死に物狂いで戦うなどドラマチックな展開になっている。

## 登場人物（漫画・アニメ共通）
声はアニメ版/OVA版/Dororon版の順。
えん魔くん（火炎のえん魔）
声 - 野沢雅子/徳本恭敏/山口勝平
主人公。地獄界を仕切る閻魔大王の甥。かなり強気な性格で過剰ともいえる自信家。正義感に溢れているとは言えない余りに破天荒な行動の末、大王から人間界に追い出されたが、後に大妖怪ゴーシップの事件で無敵と思われていたゴーシップを倒す手柄を立て、人間に仇なす妖怪を退治する妖怪パトロール隊の隊長に正式に任じられる。長い眉毛が妖怪を探るアンテナになっている。それからも傲慢で強気な性格はあいかわらずの模様。
火炎エネルギーを封じ込めたステッキが武器で、必殺技はそれから繰り出す「妖能力火炎車」。なおステッキは使う者の能力に応じた攻撃ができる、えん魔くんの代わりに雪子姫が使った際は、火炎ではなく強烈な冷凍波を発射し蜂の巣入道を倒した。
致命傷を受けても蘇生する能力がある。ただし妖能力を相当に消費するため、連続して蘇生することまでは出来ない。OVAでの名前表記は『炎魔』
黒いマントに赤いワンピース状の服を着ているのが特徴。
永井豪版漫画では、ろくに妖怪を退治せずにカパエルと組んでエッチなことばかりしていた。(怠け者、手を組んでエッチしているという点では「Dororon版」にも受け継がれている。)「メーラメラだぜ!」と言うのが口癖(=Dororon版。)
シャポーじい
声 - 滝口順平/チョー/稲葉実
えん魔くんの目付役にして知恵袋。その名が示す通り帽子の姿をしているので、定位置はえん魔くんの頭部。アニメ版では耳ずきがいとこ。なお、耳ずきはシャポーじいの忠告を無視したばかりか、自分の力を過信して閻魔大王に背き、対決して敗れ地獄を追われ、その後えん魔に倒された。(「ジャジャ」が口癖。(Dororon版。)」
雪子姫
声 - 坂井すみ江/千葉紗子/能登麻美子
雪女の少女。えん魔くんのガールフレンド。白い着物を着ており着物の下半身部分はミニスカートのように短い。着物の下には下着を付けていないが、よく脱がされる。名門雪女家のお姫さま。煮え立った大釜の湯を凍らせる程の冷気を発し、手から発する冷凍光線や氷、雹、雪を使った攻撃を得意とする。喧嘩っ早い性格で、人間界で見つけた妖怪をすぐに倒してしまうえん魔くんを叱るお目付け役的存在。アニメ版ではえん魔くんから雪ちゃんと呼ばれることを嫌い「あたしは雪子姫！」と言い返すのがお決まりになっている、12話から大人っぽいキャラクターデザインに変更された。OVA版での名前表記は『雪鬼姫』。Dororon版ではアイスクリームや冷たいものが大好きでよくアイスクリームを食べている。
カパエル
声 - 肝付兼太/佐藤せつじ/子安武人
河童。えん魔くんの幼馴染。妖怪河童族とカエルとの混血。漫画版とアニメ版ではキャラクターデザインがかなり異なり、アニメのほうが妖怪らしい容姿をしている。永井豪版漫画では、えん魔くんと組んでエッチなことばかりしていた。Dororon版では人間界で寿司屋を営んでいるような描写がある。
ツトムくん
声 - 近藤高子/ - /宍戸留美
洋海学園に通う小学生の少年。えん魔くんと知り合い、身近で起きる事件を解決してもらう。原作では家族や自宅の描写はないが、アニメ版ではゾウワシ事件の被害者として祖父が登場している。
トバッチリ
声 - 島田彰/ - /中村大樹
洋海学園の先生。よく妖怪に襲われる。本作品の他、「ケダマン」など他作品にも登場する。
ダラキュラ
声 - 神山卓三/ - /梅津秀行
吸血鬼。貴族ドラキュラの子孫だが、まったく無能で、妖怪パトロールも無能さゆえ首になり、ゴミ箱の残飯をあさるほど堕落している。なぜかキリスト教を信じている。えん魔くん直々にクビを言い渡された事を逆恨みして非行妖怪と手を組んで邪魔する事がほとんどだが、時には味方もする憎めないやつ。永井豪版漫画では1話限りのチョイ役。
ハルミ
声 - 桂玲子/ - /川澄綾子
ツトムくんのガールフレンド。よく事件に巻き込まれる。自身、「私ってひどい目ばかり合っている気がする」らしい。(=Dororon版。)ツトムくんが他の女の子に気が引かれると強いジェラシーを示す。
『Dororon』では事実上彼女が人間サイドの主役であり(ヒロイン)となっている。『ヤングエース』版では、ちょっとエッチな人妻になっている。頼りないが、いざというときには活躍を見せる。(=Dororon版。)
閻魔大王
声 - 柴田秀勝/ - /若本規夫
地獄界の支配者。えん魔くんのおじに当たる。ただ、大王もえん魔くん同様かなりのスケベ。(=Dororon版。)
怒黒
漫画版では「大妖怪」とされながらも瞬殺されるギャグ色の強いキャラクターである。「アニメ版」では9話に登場。日本への核攻撃を画策する極悪な妖怪であった。

## 雑誌連載
- 週刊少年サンデー 1973年9月30日号 - 1974年3月31日号連載 / 作画 - 永井豪
- よいこ 1973年 / 作画 - 岩沢ともたか
- 幼稚園 1973年10月号 - 1974年4月号 / 作画 - 小山田つとむ
- 小学一年生 1973年10月号 - 1974年3月号 / 作画 - 真樹村正
- 小学二年生 1973年10月号 - 1974年4月号 / 作画 - 竹中きよし（1973年10月号 - 11月号）[1][2]、小山田つとむ（1973年12月号 - 1974年4月号）[3][4][5][6][7]
- 小学三年生 1973年10月号 - 1974年3月号 / 作画 - 永井豪、1974年4月号 / 作画 - 小山田つとむ
- 小学四年生 1973年10月号 - 1974年4月号 / 作画 - 石川賢
- 小学五年生 1973年10月号 - 1974年4月号 / 作画 - はまだよしみ
- 小学六年生 1973年10月号 - 1974年3月号 / 作画 - 小山田つとむ
- 小学館BOOK 1973年9月号 - 1974年3月号 / 作画 - 小山田つとむ
- テレビランド 1973年10月号 - 1974年2月号 / 作画 - 平松おさむ、1974年3月号 - 4月号 / 作画 - 蛭田充

## 単行本
- コミックメイト（若木書房 全3巻）
- サンワイドコミックス（朝日ソノラマ 全2巻）
- 中公愛蔵版（中央公論社 全1巻）
- 中公文庫（中央公論社 全2巻）
- 永井豪華版セレクション（メディアファクトリー 全2巻）

## アニメ

### ドロロンえん魔くん
ギャグ志向の高かった漫画版と違い怪奇色が強く、また上原正三や辻真先といった脚本家らによって全体的に暗くハードな話が作られている。最終話では一度自分の命を失うが、閻魔大王に復活させてもらい、その後雪子姫と結婚する。

#### 放送概要
- 放送局 - フジテレビ系列
- 放送時間 - 毎週木曜日19時00分 - 19時30分
- 放送期間 - 1973年10月4日 - 1974年3月28日 全25話

#### 声の出演
- えん魔くん（声 - 野沢雅子）
- シャポー（声 - 滝口順平）
- 雪子姫（声 - 坂井すみ江）
- カパエル（声 - 肝付兼太）
- ツトム（声 - 近藤高子）
- ダラキュラ（声 - 神山卓三）
- 閻魔大王（声 - 柴田秀勝）
- ハルミ（声 - 桂玲子）
- トバッチリ（声 - 島田彰）
- 水鳥鉄夫、坪井章子、富田耕生、西尾徳、八奈見乗児、山本圭子、永井一郎、山田俊司、矢田耕司、沢田和子、千葉順二、北浜晴子、千々松幸子、里見京子、北川国彦、渡辺典子、野村道子、田の中勇、大竹宏、増岡弘、飯塚昭三、津田延代、田中亮一、兼本新吾、立壁和也、和久井節緒、小宮山清

#### スタッフ
- 企画 - 別所孝治、籏野義文
- 製作担当 - 大野清
- 原作 - 永井豪
- 音楽 - 筒井広志
- チーフディレクター - 矢吹公郎
- 作画 - 友永和秀、川筋豊、桧野真知子、おかよしひろ、三田恭子、泉聖一、泉口薫、堀川留子、高橋愛緒、森利夫、兼森義則、及川博史、大塚義昭、西沢桂子、刀根夕子、大貫信夫、永樹たつひろ、武市正勝、秋山博雅、大宅幸雄、田代和夫、小林慶輝、池田輝男、成川裕子、南波一、高倉建夫、須田勝、石山卓也、高橋さとみ、石井邦幸、橋本智恵子、鈴木孝夫、西條ひさよし、柳井純、林和男、青鉢芳信、新田寛人、新井豊、上村栄司、柴田きくみ、本間陽子、荒井みさお、神田光臣、金沢銅一、木子孝栄、金順子、桑山邦雄
- 背景 - サンアートスタジオ、穂積勝義、スタジオコスモス、勝又激、スタジオローク、川井憲、アトリエローク、阿部泰三郎、木下承一、布久元、アートペア、下川忠海、遠藤重義
- 仕上 - 柴隆之、西正力、新納三郎、原芳子、木村文一、佐藤百合子、田所美和子、道下美智子、水上八重子、中田節子、平賀豊彦、中島正之、安田泰、金田明子
- 撮影 - 佐藤隆郎、森口洋輔、高橋宏固、菅谷信行、寺尾三千代、菅谷英夫、金田顕一
- 編集 - 千蔵豊
- 録音 - 神原広巳
- 音響効果 - 森賢一
- 音響演出 - 小松亘弘
- 製作進行 - 井出昭一郎、井内秀治、森下公子、吉沢孝男、桑山邦雄、飯岡真理子、西村哲一、館浩二、成川裕子、勝本武
- 現像 - 東映化学
- 制作 - フジテレビ、東映（東映動画）

#### 主題歌
オープニングテーマ - 「ドロロンえん魔くん」
作詞・歌 - 中山千夏 / 作曲 - 小林亜星 / 編曲 - 小杉仁三
映像は一貫して不変だったが、第8話から番組タイトルが出た際、えん魔くんの声で「ドロローン、えん魔くん!」とタイトルコールが入るようになったほか、曲中の映像に合わせた効果音も加えられた。
エンディングテーマ - 「妖怪にご用心」
作詞・歌 - 中山千夏 / 作曲 - 小林亜星 / 編曲 - 小杉仁三
第7話までは1番だったが、第8話以降は2番を放送、映像もワンカットだけ変えられた。

#### 放映リスト
| 話数 | 放映日         | サブタイトル               | 脚本     | 演出       | 作画監督 | 美術     | 登場妖怪                                                                          |
| ---- | -------------- | -------------------------- | -------- | ---------- | -------- | -------- | --------------------------------------------------------------------------------- |
| 1    | 1973年 10月4日 | 地獄から来た奴ら           | 辻真先   | 矢吹公郎   | 白土武   | 福本智雄 | しびれ柳、蛇壺、電気あんま                                                        |
| 2    | 10月11日       | 恐怖の妖怪団地             | 辻真先   | 森下圭介   | 白川忠志 | 遠藤重義 | ぶらり爺、ムカデがらみ                                                            |
| 3    | 10月18日       | くさった川の大妖怪         | 山崎忠昭 | 山吉康夫   | 森利夫   | 福本智雄 | 孫の手、くさりがま                                                                |
| 4    | 10月25日       | 妖怪たたみ返し             | 雪室俊一 | 永樹凡人   | 大貫信夫 | 遠藤重義 | たたみ返し                                                                        |
| 5    | 11月1日        | 美しいバラにはとげがある   | 辻真先   | 生頼昭憲   | 野田卓雄 | 福本智雄 | バーバラ                                                                          |
| 6    | 11月8日        | 妖怪地獄おくり             | 山崎忠昭 | 川田武範   | 高倉建夫 | 遠藤重義 | 地獄おくり、妖マリ（あやマリ）                                                    |
| 7    | 11月15日       | 妖怪あすなろ小僧           | 雪室俊一 | 落合正宗   | 伊賀章二 | 福本智雄 | あすなろ小僧                                                                      |
| 8    | 11月22日       | 妖怪耳ずき                 | 辻真先   | 矢吹公郎   | 白土武   | 遠藤重義 | 耳ずき                                                                            |
| 9    | 11月29日       | 日本列島 大爆発の日        | 上原正三 | 山口秀憲   | 森利夫   | 遠藤重義 | 小判少女、怒黒                                                                    |
| 10   | 12月6日        | 妖怪の涙                   | 辻真先   | 鈴木紀男   | 永樹凡人 | 福本智雄 | 吸水蝶（母、子）                                                                  |
| 11   | 12月13日       | 妖怪雨女郎                 | 山崎忠昭 | 生頼昭憲   | 野田卓雄 | 下川忠海 | 雨女郎、雷獅子                                                                    |
| 12   | 12月20日       | 妖怪火々爺                 | 辻真先   | 白土武     | 白土武   | 遠藤重義 | 火々爺                                                                            |
| 13   | 12月27日       | 妖怪かまいたち三兄弟       | 上原正三 | 川田武範   | 森利夫   | 穂積勝義 | かまいたち三兄弟、かまいたち一族                                                  |
| 14   | 1974年 1月10日 | 噴火だ! 津波だ! 東京ピンチ | 上原正三 | 落合正宗   | 伊賀章二 | 遠藤重義 | 念力坊                                                                            |
| 15   | 1月17日        | 挑戦! えん魔大王           | 辻真先   | 山口秀憲   | 泉口薫   | 遠藤重義 | 沈没なまず、仮面坊、でんでん飛行車、えん魔大王                                    |
| 16   | 1月24日        | 大怪獣ゾウワシ             | 上原正三 | 永樹凡人   | 永樹凡人 | 遠藤重義 | ゾウワシ                                                                          |
| 17   | 1月31日        | なるかみ山の大妖怪         | 山崎忠昭 | 生頼昭憲   | 白土武   | 野田卓雄 | 雪入道、ヤマモリ                                                                  |
| 18   | 2月7日         | 妖怪イヨマントの復讐       | 辻真先   | 矢吹公郎   | 加藤政志 | 遠藤重義 | イヨマント                                                                        |
| 19   | 2月14日        | 妖怪まどろ眠               | 辻真先   | 勝間田具治 | 加藤政志 | 福本智雄 | まどろ眠、百手、オメザメ、非行妖怪集団                                            |
| 20   | 2月21日        | 妖怪木枯し小僧             | 上原正三 | 山吉康夫   | 森利夫   | 遠藤重義 | 木枯し小僧                                                                        |
| 21   | 2月28日        | 御妖船ドロロン号           | 辻真先   | 矢吹公郎   | 落合正宗 | 下川忠海 | ゴーシップ、ぎょき                                                                |
| 22   | 3月7日         | 妖怪地獄別荘               | 辻真先   | 生頼昭憲   | 野田卓雄 | 遠藤重義 | すね小僧、天邪鬼                                                                  |
| 23   | 3月14日        | 妖怪父ちゃん               | 上原正三 | 出﨑哲     | 永樹凡人 | 下川忠海 | オロロン                                                                          |
| 24   | 3月21日        | 妖怪きちがい竜魚           | 山崎忠昭 | 勝間田具治 | 白土武   | 福本智雄 | 竜魚、蛸津波                                                                      |
| 25   | 3月28日        | 妖怪大決戦                 | 辻真先   | 明比正行   | 白土武   | 山崎誠   | 大金怪、虎御前、出た妖、ハリネズミ小僧、 ハチの巣入道、獅子姉妹、犀女、鬼押し出し |

#### 放送局
- フジテレビ：木曜 19時 - 19時30分
- 北海道文化放送：木曜 19時 - 19時30分[8]
- 青森放送：水曜 17時55分 - 18時25分（1974年9月まで）[9] → 火曜 17時55分 - 18時25分（1974年10月から、遅れネット）[10]
- 秋田テレビ：木曜 19時 - 19時30分[11]
- 山形テレビ：木曜 19時 - 19時30分[12]
- テレビ岩手：土曜 17時 - 17時30分[13]
- 仙台放送：木曜 19時 - 19時30分[14]
- 福島中央テレビ（1976年に放送）：月曜 - 金曜 17時 - 17時30分 [15]
- 新潟総合テレビ：金曜 17時25分 - 17時55分[16]
- 富山テレビ：木曜 19時 - 19時30分[17]
- 石川テレビ：木曜 19時 - 19時30分[17]
- 福井テレビ：木曜 19時 - 19時30分[17]
- 長野放送：木曜 19時 - 19時30分[18]
- テレビ静岡：木曜 19時 - 19時30分[19]
- 東海テレビ：木曜 19時 - 19時30分[20]
- 関西テレビ：木曜 19時 - 19時30分
- 山陰中央テレビ：木曜 19時 - 19時30分[21]
- 岡山放送：火曜 18時 - 18時30分[22]
- 広島テレビ：木曜 19時 - 19時30分[22]
- テレビ山口：月曜 18時 - 18時30分（1974年11月当時、約1年遅れ）[23]
- テレビ高知：月曜 16時30分 - 17時（1973年12月 - 1974年6月7日放送）[24]
- テレビ西日本：木曜 19時 - 19時30分[25]
- テレビ長崎：木曜 19時 - 19時30分[25]
- テレビ大分：木曜 18時 - 18時30分（1974年11月当時、約1年遅れ）[26]
- 鹿児島テレビ：金曜 18時 - 18時30分[27]
- 沖縄テレビ：木曜 19時 - 19時30分[28]

#### 映像ソフト化
- 2006年6月21日から同年9月21日にDVDが発売。全4巻で6話（3のみ7話）収録。
- 2025年6月27日にBlu-rayが発売[29]。

## 関連作品

### 炎魔地獄
永井豪とダイナミックプロにより朝日ソノラマ／月刊マンガ少年1978年（昭和53年）9月号掲載、青年になったえん魔くんが世界中の人間達を虐殺し、地獄へ落とす読みきり作品。

#### あらすじ
亡者の絶対数が足りず深刻なエネルギー問題に悩む地獄界。閻魔庁に呼び出しを受けた炎魔達は、亡者獲得のために悪党達を地獄へ落としてこいと命令される。ただし、何が悪かは炎魔たちの判断ひとつ。地獄の殺し屋として人間界へ向かった彼らは、世界中で大量虐殺を始める。一方、天国では急速なエネルギー不足に陥り、ようやく炎魔達の活動に気づく。天国と地獄の間の条約で人間達の死に方に干渉してはいけないことになっていながら不当行為を行なった地獄界に対し、戦争を仕掛ける決意をする天主。だが、側近の菩薩にそれは最後の手段だと止められる。天国人と恋をさせ人間界で暴れている3人の地獄人を天国へのぼらせて天国人にしてしまえばいいというのである。そして、3人の天国人が選ばれ、刺客として送られた。

#### 登場人物
閻魔大王
地獄界の権力を握る権力者。炎魔くんのおじ。
炎魔
閻魔大王家の問題児。成長したえん魔くん。
シャポーじい
年を経た帽子が妖怪化したもの 炎魔くんおつきのじいや。普段は炎魔にかぶられている。
雪子姫
妖怪雪女族の姫君。炎魔の恋人。
カパエル
妖怪河童族とカエルの混血妖怪。炎魔の幼なじみ。
天主
神様のことと思われる。地獄の条約違反を知り、炎魔達の活躍を阻止するため、3人の刺客を差し向ける。
羽衣姫（はごろもひめ）
天女族の姫。炎魔への刺客。色仕掛けで迫る。
マーク・エンゼル
エンゼル族のプレイボーイ。雪子姫への刺客。色仕掛けで迫る。
ミカエル
聖人の位に達したカエル・シャカエルの娘。カパエルへの刺客。色仕掛けで迫る。
その他
トバッチリ先生
いつも通り、トバッチリを受けてひどい目にあう。
南友
永井の作品『イヤハヤ南友』の主人公。帽子を冠った天使の役で登場。
アラーくん
永井の同名タイトル作品『アラーくん』の主人公。ターバンをしている。天使の役で登場。

### バイオレンスジャック第二十部「炎の魔人編」
1989年。「炎魔地獄」の設定を流用し、それまでの永井豪作品の集大成『バイオレンスジャック』に青年姿で登場。スラムキング軍に雇われた賞金稼ぎとして『炎魔』と名乗り、仲間たちと共にバイオレンスジャックたちに戦いを挑む。
炎魔ら3人は、『バイオレンスジャック』の世界観を解明する上で非常に重要なヒントとして登場する。また、この時のキャラ設定が元となり、後の『鬼公子閻魔』のメディアミックス展開が動いた。

#### 登場人物
バイオレンスジャック
神出鬼没の謎の巨人。巨大なジャックナイフを持っており、彼の現われるところ暴力の嵐が巻き起こるといわれている。大男と子供と女の3人に分身しており、普段は別々に行動している。今回は、炎魔一行に3人が分断されて襲われる。
魔王スラムキング
鎧武者の姿をしたバイオレンスジャック宿命のライバル。関東最大の組織ドラゴンの頂点。常に重量のある鎧兜を着けていないと、あまりにも強過ぎる筋肉が自分の頭を締めつけて死んでしまうのだという。そのせいで勝っていたにも拘らず、兜を割られ、バイオレンスジャックと引き分けたことがある。とてつもなく長くて重い斬馬刀を軽々と振るう超人。この章では、彼の内なる心の揺らぎが関東に超常的な異変を呼び寄せている事が描かれ、彼自身も薄々その事に気付いている。
スラムクイーン
スラムキングの妃。予知能力者。念力を自在に操る。妃でありながらスラムキングを最も憎む者でもある。彼女の力をもってしても心を読ませない炎魔らを警戒しており、彼らと出会った事が原因で超常的な夢に悩まされる。
鬼公子炎魔
青年姿のえん魔くんで、敵役として登場。スラムキングの心理的動揺を取り除き、関東に顕在化しつつある怪異の沈静化をはかるべく、スラムキング軍に自らを売り込んだ賞金稼ぎ。スラムキング自身も知らないその正体を知っているらしきことや、ジャックとも顔見知りであるらしいことをほのめかす台詞がある。炎を自在に操る強力な能力者で、3人の中で一番の実力者であることから大男のジャックを狙う。正体は黒い怪鳥で、胸に炎魔の顔とステッキが変化した炎を放つ棘が着いている。大男ジャックとの空中戦の末、彼を道連れに倒そうと炎を放ち大爆発を起こすが、ジャックには通用せず自分たちだけが滅びる結果となり敗北した。
シャポー爺
炎魔がかぶる帽子の妖怪。敵の炎や魔力による攻撃を口から飲み込み倍返しする能力を持ち、実質上ほぼ全ての遠隔攻撃を無効化する。炎魔の強さの秘密。正体は炎魔の体の一部であり怪鳥の頭部に相当する。
カパエル
凶悪な成長を遂げた河童の妖怪で、好色魔として扱われている。普段はアクアラングとダイバースーツを着けた小男の姿。女ジャックを狙い毒ガスや針を放って苦しめ、倒れたところへ圧し掛かり犯そうとしたが、体を密着させたことが仇となり胸から体を突き破られて倒された。
雪子姫
男達を色気で誘い凍らせる、妖艶な雪女として登場。正体は白い蛇のような怪物。子供ジャックを狙い術中に陥れ凍らせようとするが、女ジャックに阻止され、最後は炎魔がジャックを道連れにしようと放った大爆発に巻き込まれ消滅した。

### ドキドキ!えん魔くん
漫画 - ハガネ功一 / 原作 - 永井豪。
『コロコロコミック』1992年夏休み増刊（通称 - 別コロ）に初掲載。その後、1992年12月増刊号と1993年2月増刊号の2回。計3回掲載された。内容はギャグ。お色気もあり。
- 登場人物
  - えん魔くん
  - シャポーじい
  - カパエル
  - 雪子姫

### どろろん艶靡ちゃん
『月刊ヤングマン』2000年2号より連載開始。『どろろんえん魔くん』にはその元となるモデルが存在したとの設定で、閻魔大王の姪にあたる艶靡ちゃんが活躍する。2001年6月号で連載誌が廃刊すると共に連載も終了。ストレートな下品ギャグがひたすら続く怪作。

#### 登場人物
艶靡ちゃん
主人公。閻魔大王の姪にあたり、えん魔くんのモデルらしい。同じ作者のキャラ・『けっこう仮面』と張り合いたいがゆえにいつも裸。
雪子ヒゲ
雪子姫の格好をしているヒゲ面のおじさん。艶靡ちゃん達の身の回りの家事一般を受け持つ。必殺技は下駄チョップだが、いつも相手にびびって実際に掛けた事は無い。
カパコ
カパエルのモデルらしい、メスの妖怪。
ほか、ダイナミックプロの関係者らしき人物が毎回現れ、プロダクションの愚痴を言う。

#### 単行本
- サンワコミックス（三和出版 全1巻）

### どろろとえん魔くん
手塚治虫の『どろろ』と『ドロロンえん魔くん』がコラボした作品。『週刊漫画ゴラク』（日本文芸社）連載。第1回は2012年11月16日号読みきり。第2回以降は、2013年2月22日号から2014年3月7日号連載。
永井は手塚のテイストを残すことは難しいと考え、自身の作風に寄せたとしている。また、百鬼丸の登場から1・2巻分は描きたかったと述べている。

### CRドロロンえん魔くん
2007年2月にニューギンが発売したパチンコ機。「〜SR-V」と「〜S-VX」の2機種があるが、枠の違いだけでスペックは同一。大当たり確率1/399.3（確変中1/66.5）、確変突入率51%。
通常のヘソ入賞に加え、左肩の「ドロロンチャッカー」を加えた8個保留が可能だが、他の8個保留機と違い「ドロロンチャッカー」はヘソ入賞と同時進行で抽選を行っており、当選時は通常デジタル回転中でも独自の大当たり告知が出る。また2R
確変の代わりに、アタッカー3秒開放が15回行われる「カウントダウンボーナス」を搭載している。

### Satanikus ENMA ケルベロス
『月刊マガジンZ』で連載されていた漫画版「鬼公子炎魔」の続編にあたる作品。絵は烏山英司。全4巻。雪鬼姫と炎魔と雪鬼姫の息子の炎鬼丸が登場し、炎魔復活のために妖魔と戦う。

### 炎魔VS 〜ドロロンえん魔くん外伝〜
『ビジネスジャンプ』（集英社）2010年15号に掲載された読み切り漫画作品。作画はせがわまさき。キューティーハニーとの競演（対決）が描かれる。

#### 物語
妖怪パトロールで立ち寄った高層ビルで、成長した姿の炎魔くん達の前に、シスタージルとの戦いの真っ最中のキューティーハニーが突然現れた。

#### 登場人物
- 炎魔くん
- シャポーじい - セリフは一切無い
- カパエル
- 雪子姫
- 如月 ハニー（きさらぎ ハニー）／キューティーハニー
- シスタージル

### シュルルン雪子姫ちゃん feat.ドロロンえん魔くん
『ヤングエース』（角川書店）2010年11月号より2011年4月号まで連載された、アニメ「Dororonえん魔くん メ〜ラめら」の関連漫画作品。作画は天津冴。主役は雪子姫で、えん魔達は登場しない。「Dororonえん魔くん メ〜ラめら」より数十年後の時代設定のため、ハルミの娘「ナツミ」が人間側のヒロインとなっている。また。妖怪は歳を取らないため、雪子姫の容姿は変わっていない。H系妖怪が敵である。

#### 単行本
- カドカワコミックエース（角川書店 全1巻 2011年4月 ISBN 978-4-04-715678-4）

### ハニー&雪子姫 キューティーヒロイン大作戦
携帯電話向けコンテンツの週刊コナミにて連載されたデジタルコミック（その後、電子書籍化）。作画は越智一裕。キューティーハニーと雪子姫が共闘する。全4話。